# Acteu
Segons la mitologia grega, Acteu (grec antic: Ἀκταῖος) va ser un rei de l'Àtica, fill d'Erisictó, que va tenir tres filles: Agraulos, Herse i Pandros. Segons Pausànies, va ser el primer rei de l'Àtica, i fou succeït per Cècrops, marit d'Agraulos. En canvi, la Biblioteca d'Apol·lodor diu que el primer rei de l'Àtica fou Cècrops.
Va donar nom a la plana Actea.